# Офелія Медіна
Марія Офелія Медіна Торрес (ісп. María Ofelia Medina Torres; нар. 4 березня 1950, Мерида, Юкатан) — мексиканська акторка театру, кіно та телебачення.

## Життєпис
Народилася 4 березня 1950 року у місті Мерида, штат Юкатан. В родині окрім неї були ще четверо дітей — сини Артуро, Лео і Ернесто та дочка Беатріс. Коли їй було 8 років родина переїхала до Мехіко, де вона отримала середню освіту та вивчала танець у Academia de la Danza Mexicana. В 11-річному віці її було зараховано до трупи пантоміми, створеної Алехандро Ходоровським, якого вона називає своїм першим вчителем. 1968 року вступила до Національного автономного університету Мексики, тоді ж почавши зніматися в кіно. 1969 року зіграла головну роль у фільмі «Петсі, кохання моє» за невиданим оповіданням Гарсії Маркеса. 1971 року почала зніматися на телебаченні, отримавши головну роль у теленовелі «Тінь Лусії». 1974 року номінувалася на премію Арієль у категорії Найкраща акторка за роль Тані у кінодрамі «Змінення» Альфредо Хосковича.
1983 року виконала роль Фріди Кало в біографічній драмі «Фріда, природнє життя» Поля Ледука, за яку 1985 року отримала премію Арієль у категорії Найкраща акторка. 1991 року за роль Сари Рольдан у канадському політичному трилері «Дипломатичний імунітет» Стурли Гуннарсона номінувалася на премію Геній у категорії Найкраща акторка другого плану. 2005 року отримала премію Арієль як Найкраща акторка другого плану за роль у стрічці «Невинні голоси» Луїса Мандокі. 2010 року роль Лали у фільмі «Хороші трави», поставленому Марією Новаро на основі власної п'єси, принесла їй ще одну премію Арієль у категорії Найкраща акторка другого плану.
2019 року виступила як режисер, автор сценарію та продюсер короткометражного фільму «Se construyen sueños», представленому на Міжнародному кінофестивалі у Гвадалахарі.
Відома також як громадська активістка, яка відстоює права людини, спеціалізуючись на правах етнічних меншин та корінних народностей Мексики.
2021 року удостоєна почесної премії Золотий Арієль за кар'єрні досягнення.

## Особисте життя
У 1973—1978 роках Медіна перебувала у шлюбі з кінооператором Алексом Філліпсом-молодшим. Їхній син Давид народився 1972 року. Шлюб завершився розлученням. 1981 року вступила у шлюб з актором Педро Армендарісом-молодшим. Наступного року народився їхній син Ніколас. Шлюб тривав до смерті чоловіка від раку 2011 року.

## Вибрана фільмографія
| Рік  |    | Українська назва           | Оригінальна назва            | Роль                             |
| ---- | -- | -------------------------- | ---------------------------- | -------------------------------- |
| 1969 | ф  | Петсі, кохання моє         | Patsy, mi amor               | Петсі                            |
| 1970 | ф  | Рай                        | Paraíso                      | Магалі                           |
| 1971 | с  | Тінь Лусії                 | Lucía Sombra                 | Лусія Сомбра                     |
| 1971 | ф  | Змінення                   | El cambio                    | Таня                             |
| 1972 | ф  | Королева ляльок            | Muñeca reina                 | Аміламія                         |
| 1974 | тф | Дім Бернарди Альби         | La casa de Bernarda Alba     | Адела                            |
| 1975 | с  | Палома                     | Paloma                       | Палома Ромеро                    |
| 1976 | ф  | Грибна людина              | El hombre de los hongos      | Лусіла                           |
| 1977 | с  | Ріна                       | Rina                         | Ріна Галеана де Субісаррета      |
| 1978 | ф  | Велика афера               | The Big Fix                  | Алора                            |
| 1983 | ф  | Фріда, природнє життя      | Frida, naturaleza viva       | Фріда Кало                       |
| 1986 | с  | Слава і пекло              | La gloria y el infierno      | Інес Артеага                     |
| 1991 | ф  | Дипломатичний імунітет     | Diplomatic Immunity          | Сара Рольдан                     |
| 1992 | ф  | Гертрудіс                  | Gertrudis                    | Гертрудіс Боканегра              |
| 1992 | ф  | Ноктюрн Росаріо            | Nocturno a Rosario           | Росаріо де ла Пенья              |
| 1996 | с  | Назавжди                   | Para toda la vida            | Елена Дюваль Ріос де Вальдеморос |
| 2000 | ф  | Поки не настане ніч        | Before Night Falls           | домовласниця                     |
| 2004 | ф  | Невинні голоси             | Voces Inocentes              | Мама Тойя                        |
| 2006 | ф  | Алебастрова жінка          | Contracorriente              | Нача                             |
| 2006 | ф  | Я люблю Маямі              | I love Miami                 | донья Емілія                     |
| 2007 | ф  | Легенда Нахвали            | La leyenda de la Nahuala     | Нахвала (голос)                  |
| 2008 | с  | Жінки-вбивці               | Mujeres asesinas             | Беатріс Фернандес                |
| 2010 | ф  | Хороші трави               | Las buenas hiebras           | Лала                             |
| 2011 | ф  | Коломбіана                 | Colombiana                   | Мама (бабуся Каталії)            |
| 2011 | ф  | Згадуючи моїх сумних повій | Memoria de mis putas tristes | жінка в сірому                   |
| 2012 | с  | Родина Рей                 | Los Rey                      | Мануела Сан-Вісенте де Рей       |
| 2016 | ф  | Мачо                       | Macho                        | мати Еварісто                    |
| 2017 | ф  | Коко                       | Coco                         | Фріда Кало (голос)               |
| 2021 | с  | Берег москітів             | The Mosquito Coast           | Лукресія                         |
| 2023 | с  | Триптих                    | Tríada                       | Пілар Мансера де Трухано         |

## Дискографія
- Toda Una Vida (1982)
- Sor Juana Hoy (1996)